# Copa México 1955/56
Die Copa México 1955/56 war die 14. Austragung des Fußball-Pokalwettbewerbs seit Einführung des Profifußballs in Mexiko.
Das Pokalturnier wurde im Anschluss an die Punktspielrunde der Saison 1955/56 ausgetragen. Teilnahmeberechtigt waren die 14 Mannschaften, die in derselben Saison in der höchsten Spielklasse vertreten waren. Daher gab es im Achtelfinale nur sechs Begegnungen und kamen zwei Mannschaften per Freilos weiter.
Pokalsieger wurde die Mannschaft von Deportivo Toluca, die mit diesem Erfolg ihren ersten Titel im Profifußball gewann. Endspielgegner war die Mannschaft des Club Deportivo Irapuato, die weder vorher noch nachher jemals wieder ein Pokalfinale erreichte.

## Modus
Die Begegnungen wurden im K.-o.-System ausgetragen. Mit Ausnahme des Finals, für das nur eine Begegnung angesetzt war, fanden die vorherigen Runden in Hin- und Rückspielen mit je einem Heimrecht der beiden Kontrahenten statt. Endspielort war das Estadio Olímpico Ciudad de los Deportes in Mexiko-Stadt.

## Achtelfinale
Die Begegnungen des Achtelfinals wurden zwischen dem 7. April und 22. April 1956 ausgetragen.
|                  | Gesamt |              | Hinspiel | Rückspiel |
| ---------------- | ------ | ------------ | -------- | --------- |
| CD Guadalajara   | 2:5    | León FC      | 1:2      | 1:3       |
| CD Zamora        | 3:9    | CF Atlas     | 1:3      | 3:6       |
| CD Irapuato      | 3:2    | CD Oro       | 1:0      | 2:2       |
| CD Zacatepec     | 4:2    | CD Cuautla   | 1:1      | 3:1       |
| Deportivo Toluca | 3:1    | Club América | 1:0      | 2:1       |
| CF Atlante       | 5:4    | Club Necaxa  | 3:3      | 2:1       |

- Freilos: Puebla FC und CD Tampico

## Viertelfinale
Die Begegnungen des Viertelfinals wurden zwischen dem 22. April und 6. Mai 1956 ausgetragen.
|                  | Gesamt |              | Hinspiel | Rückspiel |
| ---------------- | ------ | ------------ | -------- | --------- |
| León FC          | 5:6    | CF Atlas     | 3:5      | 2:1       |
| CD Tampico       | 1:4    | CD Irapuato  | 1:0      | 0:4       |
| Puebla FC        | 2:1    | CD Zacatepec | 1:1      | 1:0       |
| Deportivo Toluca | 5:1    | CF Atlante   | 3:0      | 2:1       |

## Halbfinale
Die Hinspiele des Halbfinals wurden am 13. Mai 1956 und die Rückspiele am 20. Mai 1956 ausgetragen.
|           | Gesamt |                  | Hinspiel | Rückspiel |
| --------- | ------ | ---------------- | -------- | --------- |
| Puebla FC | 2:3    | Deportivo Toluca | 2:0      | 0:3       |
| CF Atlas  | 0:2    | CD Irapuato      | 0:1      | 0:1       |

## Finale
Das Finale wurde am 27. Mai 1956 ausgetragen. Nachdem Carlos Láscarez die Diablos Rojos bereits in der zweiten Minute in Führung gebracht hatte, erzielte Luis Andrés Sansón in der 56. Minute den Ausgleich für die Freseros. Zehn Minuten später sorgte Ricardo Barraza für den Endstand zu Gunsten der Diablos Rojos. Weil Tolucas Torhüter Manuel Camacho in den beiden vorangegangenen Spielzeiten beim zweifachen Pokalsieger América verbracht hatte (den die Diablos Rojos im laufenden Wettbewerb in der ersten Runde eliminiert hatten), feierte Camacho seinen persönlichen Titelhattrick.
|                  | Ergebnis |             |
| ---------------- | -------- | ----------- |
| Deportivo Toluca | 2:1      | CD Irapuato |

Mit der folgenden Mannschaft gewann Deportivo Toluca den Pokalwettbewerb der Saison 1955/56:
Manuel Camacho – Jesús Segovia, Jorge Romo – Guillermo Hernández, Máximo Vázquez, Wedell Jiménez – Enrique Sesma, Carlos Blanco, Gabriel Uñate, Carlos Láscarez, Ricardo Barraza; Trainer: Fernando Marcos.